# Glomera merrillii
Glomera merrillii är en orkidéart som beskrevs av Oakes Ames. Glomera merrillii ingår i släktet Glomera och familjen orkidéer. Inga underarter finns listade i Catalogue of Life.